# UEFA Futsal Champions League 2023-2024 - Turno principale

## Sorteggio
Il sorteggio per i turni preliminare e principale si è tenuto il 5 luglio alle 14:00 CEST. Nel percorso A, che vede la presenza dei campioni in carica e delle squadre dalla prima alla undicesima e dalla sedicesima alla diciannovesima del ranking, si qualificano le prime 3 classificate di ogni girone, mentre nel percorso B, che comprende le squadre dalla dodicesima alla quindicesima, dalla ventesima alla ventiduesima e le otto provenienti dal turno preliminare, solo le prime di ogni girone avanzano al turno élite.
Nel percorso A le squadre erano divise in 4 fasce, relative alla propria posizione nel ranking. Il sorteggio del percorso A prevedeva la presenza di 5 urne, una per ogni fascia più una contenente le squadre ospitanti, che sono state sorteggiate separatamente e allocate nella posizione relativa alla propria fascia di appartenenza. Ogni girone vede quindi una squadra per ogni fascia. Squadre provenienti dalla stessa federazione potevano essere sorteggiate nello stesso gruppo.
Nel percorso B le squadre erano divise in 3 fasce relative alla propria posizione nel ranking. Il sorteggio del percorso B prevedeva la presenza di 3 urne. L'identità delle squadre provenienti dal turno preliminare non era nota al momento del sorteggio. La migliore seconda classificata è assegnata d'ufficio alla posizione 4 del girone 5, mentre le altre provenienti dal turno preliminare sono sorteggiate dapprima a riempire la posizione 4 degli altri gironi, poi la posizione 3 di tutti i gironi e infine la posizione 2 del girone 5. Tutte le squadre in posizione 1 ospiteranno il proprio girone.
| Percorso A                                                                                       | Percorso A                                        | Percorso A                                       | Percorso A              | Percorso A                                  |
| Urna 9 (ospitanti)                                                                               | Urna 10 (posizione 4)                             | Urna 11 (posizione 3)                            | Urna 12 (posizione 2)   | Urna 13 (posizione 1)                       |
| ------------------------------------------------------------------------------------------------ | ------------------------------------------------- | ------------------------------------------------ | ----------------------- | ------------------------------------------- |
| - - Palma (posizione 1) - Dobovec (posizione 2) - Olmissum (posizione 2) - Loznica (posizione 4) | - - HIT Kiev - Differdange 03 - Étoile Lavalloise | - - Ayat - Haladás - St. Andrews - United Galați | - - Qairat - Anderlecht | - - Sporting Lisbona - Barcellona - Benfica |

| - - Riga FC (1º gruppo A) - Örebro (1º gruppo B) - Titograd (1º gruppo C) - Prishtina 01 (1º gruppo D) - Constract Lubawa (2º gruppo D) - Lučenec (1º gruppo E) - Doukas (1º gruppo F) - AEL Limassol (1º gruppo G) - Radnik Bijeljina (1º gruppo H) | - - KaDy - Gentofte - Stalìca Minsk | - - Žalgiris - Plzeň - Feldi Eboli - Dinamo Zagabria |

## Risultati

### Percorso A

#### Gruppo 1
| Squadra          | P.ti | G | V | N | P | GF | GS | DR |
| ---------------- | ---- | - | - | - | - | -- | -- | -- |
| Sporting Lisbona | 7    | 3 | 2 | 1 | 0 | 14 | 5  | +9 |
| HIT Kiev         | 5    | 3 | 1 | 2 | 0 | 8  | 5  | +3 |
| Olmissum         | 3    | 3 | 1 | 0 | 2 | 6  | 12 | -6 |
| Ayat             | 1    | 3 | 0 | 2 | 1 | 5  | 11 | -6 |

| Arbitri: | Vlad Ciobanu Josip Barton Jan Kresta |
| Crono:   | Mario Budimir                        |

|                             |           |                          |
| Zicky 14'09'’ Matos 26'45'’ | Marcatori | 14'54'’, 35'22'’ Abakšyn |

| Arbitri: | Kirill Naishouler Jan Kresta Josip Barton |
| Crono:   | Mario Budimir                             |

|                                        |           |                                          |
| Luan Marcelo 24'22'’ Lucas Ian 36'05'’ | Marcatori | 19'32'’ Bukovec 27'42'’, 28'29'’ Sekulić |

| Arbitri: | Jan Kresta Vlad Ciobanu Kirill Naishouler |
| Crono:   | Mario Budimir                             |

|                   |           |                                                                                  |
| Valiullin 12'25'’ | Marcatori | 9'05'’ Zicky 9'22'’ Matos 11'06'’, 18'46'’, 21'46'’ Taynan 15'06'’ (rig.) Merlim |

| Arbitri: | Josip Barton Kirill Naishouler Vlad Ciobanu |
| Crono:   | Mario Budimir                               |

|                |           |                                                |
| Kustura 0'45'’ | Marcatori | 36'24'’, 37'18'’ Pedjaš 38'18'’, 38'42'’ Suhov |

| Arbitri: | Jan Kresta Kirill Naishouler Vlad Ciobanu |
| Crono:   | Mario Budimir                             |

|                                     |           |                                        |
| Siryj 38'15'’ (rig.) Melnyk 39'43'’ | Marcatori | 6'12'’ Abdumanapuly 19'12'’ Kozyrčikov |

| Arbitri: | Josip Barton Vlad Ciobanu Kirill Naishouler |
| Crono:   | Mario Budimir                               |

|                               |           |                                                                              |
| Žilić 13'31'’ Bukovec 39'04'’ | Marcatori | 0'43'’, 10'02'’ Zicky 18'56'’ Merlim 21'27'’, 30'54'’ T. Paço 26'25'’ Taynan |

#### Gruppo 2
| Squadra     | P.ti | G | V | N | P | GF | GS | DR  |
| ----------- | ---- | - | - | - | - | -- | -- | --- |
| Barcellona  | 9    | 3 | 3 | 0 | 0 | 10 | 1  | +9  |
| Anderlecht  | 6    | 3 | 2 | 0 | 1 | 8  | 4  | +4  |
| Loznica     | 3    | 3 | 1 | 0 | 2 | 4  | 5  | -1  |
| St. Andrews | 0    | 3 | 0 | 0 | 3 | 2  | 14 | -12 |

| Arbitri: | Talgat Kosmukhambetov Damian Grabowski Daniel Matković |
| Crono:   | Dušan Josipović                                        |

|                                                                                 |           |  |
| A. Fernández 8'21'’ Pito 12'51'’ Catela 15'36'’, 30'38'’ Yepes 17'37'’, 18'56'’ | Marcatori |  |

| Arbitri: | Vasilios Christodoulis Daniel Matković Damian Grabowski |
| Crono:   | Dušan Josipović                                         |

|                             |           |                  |
| Tomić 22'46'’ Saura 33'54'’ | Marcatori | 17'39'’ Baručija |

| Arbitri: | Damian Grabowski Vasilios Christodoulis Talgat Kosmukhambetov |
| Crono:   | Dušan Josipović                                               |

|                       |           |                                   |
| Gréllo 24'11'’ (rig.) | Marcatori | 29'30'’ Pito 31'51'’ A. Fernández |

| Arbitri: | Daniel Matković Talgat Kosmukhambetov Vasilios Christodoulis |
| Crono:   | Dušan Josipović                                              |

|                                                   |           |                  |
| Rosić 19'18'’ Radovanović 34'02'’ Machado 36'26'’ | Marcatori | 28'39'’ C. Alves |

| Arbitri: | Talgat Kosmukhambetov Vasilios Christodoulis Damian Grabowski |
| Crono:   | Dušan Josipović                                               |

|                     |           |                                                                                   |
| Paulo André 10'43'’ | Marcatori | 7'30'’ Vilela 11'18'’ Marcênio 13'37'’ E. Borges 34'43'’ Roncaglio 39'51'’ Gréllo |

| Arbitri: | Daniel Matković Damian Grabowski Vasilios Christodoulis |
| Crono:   | Dušan Josipović                                         |

|  |           |                                          |
|  | Marcatori | 23'08'’ S. González 38'06'’ A. Fernández |

#### Gruppo 3
| Squadra        | P.ti | G | V | N | P | GF | GS | DR |
| -------------- | ---- | - | - | - | - | -- | -- | -- |
| Palma          | 9    | 3 | 3 | 0 | 0 | 16 | 8  | +8 |
| Qairat         | 4    | 3 | 1 | 1 | 1 | 9  | 8  | +1 |
| Haladás        | 2    | 3 | 0 | 2 | 1 | 4  | 6  | -2 |
| Differdange 03 | 1    | 3 | 0 | 1 | 2 | 7  | 14 | -7 |

| Arbitri: | Aleš Močnik Perič Daniele D'Adamo Dominykas Norkus |
| Crono:   | Diego Martínez                                     |

|                                                              |           |                            |
| Tūrsağūlov 5'06'’ Cavalcanti 9'02'’ Alisson 12'54'’, 38'08'’ | Marcatori | 10'27'’ Reis 20'32'’ Rojas |

| Arbitri: | Nicola Manzione Dominykas Norkus Daniele D'Adamo |
| Crono:   | Diego Martínez                                   |

|              |           |                                                           |
| Sipos 2'35'’ | Marcatori | 13'55'’ (rig.) Fabinho 30'46'’ Chaguinha 35'59'’ B. Gomes |

| Arbitri: | Dominykas Norkus Aleš Močnik Perič Nicola Manzione |
| Crono:   | Diego Martínez                                     |

|                                |           |                                 |
| Dróth 4'03'’ A. Santos 39'59'’ | Marcatori | 15'04'’ Akbalikov 20'34'’ Viana |

| Arbitri: | Daniele D'Adamo Nicola Manzione Aleš Močnik Perič |
| Crono:   | Diego Martínez                                    |

| |           |                                                                    |
| Tayebi 2'16'’, 10'58'’ Chaguinha 3'54'’ Vilian 12'14'’, 15'08'’ Aghapour 17'30'’ Gordillo 18'09'’, 25'05'’ Oladghobad 19'04'’ | Marcatori | 5'04'’ Garrido 28'31'’ Bocum 33'41'’ Bruno Felipe 35'16'’ P. Gomes |

| Arbitri: | Aleš Močnik Perič Daniele D'Adamo Dominykas Norkus |
| Crono:   | Diego Martínez                                     |

|                      |           |                   |
| Bocum 17'45'’ (rig.) | Marcatori | 27'55'’ A. Santos |

| Arbitri: | Nicola Manzione Dominykas Norkus Daniele D'Adamo |
| Crono:   | Diego Martínez                                   |

|                                                                |           |                                                       |
| Rômulo 1'55'’ B. Gomes 13'22'’ Fabinho 14'00'’ (rig.), 38'40'’ | Marcatori | 23'15'’ (aut.) Cléber 28'06'’ Ruiz 39'48'’ Tūrsağūlov |

#### Gruppo 4
| Squadra           | P.ti | G | V | N | P | GF | GS | DR  |
| ----------------- | ---- | - | - | - | - | -- | -- | --- |
| Benfica           | 7    | 3 | 2 | 1 | 0 | 22 | 3  | +19 |
| Étoile Lavalloise | 7    | 3 | 2 | 1 | 0 | 16 | 6  | +10 |
| Dobovec           | 1    | 3 | 0 | 1 | 2 | 4  | 15 | -11 |
| United Galați     | 1    | 3 | 0 | 1 | 2 | 7  | 25 | -12 |

| Arbitri: | Grigori Ošomkov Ingus Puriņš Ozan Soykan |
| Crono:   | Azra Ahmetović                           |

|                                   |           |                                  |
| V. Rocha 32'12'’ A. Jesus 35'39'’ | Marcatori | 19'16'’ Lutin 26'16'’ Mouhoudine |

| Arbitri: | Yiangos Yiangou Ozan Soykan Ingus Puriņš |
| Crono:   | Azra Ahmetović                           |

|                                              |           |                                     |
| Dudău 25'49'’ Sasse 32'38'’ Boșneagă 35'14'’ | Marcatori | 10'26'’ Čeh 19'26'’, 36'15'’ Duščak |

| Arbitri: | Ozan Soykan Grigori Ošomkov Yiangos Yiangou |
| Crono:   | Azra Ahmetović                              |

|  |           | |
|  | Marcatori | 1'42'’ Jacaré 2'11'’, 3'08'’, 11'45'’, 33'15'’ Arthur Guilherme 5'23'’ Higor 12'09'’ Čiškala 14'28'’ D. Nunes 29'18'’ Monteiro 36'03'’ L. Rocha 38'27'’, 38'59'’ V. Rocha |

| Arbitri: | Ingus Puriņš Yiangos Yiangou Grigori Ošomkov |
| Crono:   | Azra Ahmetović                               |

|  |           |                                                                |
|  | Marcatori | 9'20'’ (aut.) Peček 19'50'’ Guirio 24'03'’, 39'15'’ Mouhoudine |

| Arbitri: | Grigori Ošomkov Yiangos Yiangou Ozan Soykan |
| Crono:   | Azra Ahmetović                              |

| |           |                                                                        |
| Bakkali 3'51'’, 17'24'’ Napoles 11'27'’ Guirio 16'07'’, 37'52'’ A. Mohammed 28'42'’, 35'21'’ Kaíque 29'28'’ El Mesrar 30'15'’ Lutin 37'09'’ | Marcatori | 5'54'’ Crăciun 15'51'’ (rig.) D. Araújo 28'31'’ Dudău 36'46'’ Cojocaru |

| Arbitri: | Ingus Puriņš Ozan Soykan Yiangos Yiangou |
| Crono:   | Azra Ahmetović                           |

|               |           | |
| Duščak 6'30'’ | Marcatori | 0'22'’ Sobral 1'29'’, 31'52'’, 34'05'’ Arthur Guilherme 2'05'’, 2'35'’ Jacaré 35'59'’ L. Rocha 38'39'’ A. Jesus |

### Percorso B

#### Gruppo 5
| Squadra          | P.ti | G | V | N | P | GF | GS | DR  |
| ---------------- | ---- | - | - | - | - | -- | -- | --- |
| Constract Lubawa | 7    | 3 | 2 | 1 | 0 | 23 | 13 | +10 |
| Dinamo Zagabria  | 6    | 3 | 2 | 0 | 1 | 18 | 10 | +8  |
| Titograd         | 4    | 3 | 1 | 1 | 1 | 11 | 9  | +2  |
| Örebro           | 0    | 3 | 0 | 0 | 3 | 5  | 25 | -20 |

| Arbitri: | David Urdánoz Stephen Vella Telmen Undrakh |
| Crono:   | Stjepan Harastija                          |

|                                                                        |           |                                                                              |
| Cimbaljević 14'35'’, 34'32'’ Obradović 23'57'’ Marković 35'09'’ (rig.) | Marcatori | 15'06'’ V. López 22'28'’ Sendlewski 26'24'’ Kriezel 39'26'’ (aut.) Obradović |

| Arbitri: | Stefan Vrijens Telmen Undrakh Stephen Vella |
| Crono:   | Stjepan Harastija                           |

|                  |           | |
| H. Fawaz 24'40'’ | Marcatori | 2'13'’ Konsuo 4'39'’, 33'05'’ Novak 8'56'’ Čekol 12'08'’ Mužar 20'53'’ Pavlić 22'12'’, 31'26'’ Postružin |

| Arbitri: | Telmen Undrakh David Urdánoz Stefan Vrijens |
| Crono:   | Stjepan Harastija                           |

|                                  |           | |
| Pirata 16'29'’ Gantzhorn 38'14'’ | Marcatori | 1'30'’, 1'59’, 23'40'’ Vuletić 8'28'’ Marković 10'30'’ Adžić 27'41'’ Cimbaljević 39'11'’ Bulatović |

| Arbitri: | Stephen Vella Stefan Vrijens David Urdánoz |
| Crono:   | Stjepan Harastija                          |

| |           | |
| Postružin 12'41'’ (rig.), 15'20'’ (rig.), 28'40'’ (rig.) Perić 19'02'’ Čekol 34'34'’ Novak 35'57'’, 36'20'’ | Marcatori | 0'30'’ P. Silva 0'49'’, 0'59'’ Raszkowski 1'26'’, 5'44'’ Claudinho 10'55'’ Kriezel 16'38'’ Lemos 19'11'’ Jankowski 38'24'’ Kaniewski |

| Arbitri: | Telmen Undrakh Stephen Vella Stefan Vrijens |
| Crono:   | Stjepan Harastija                           |

| |           |                                  |
| Claudinho 2'26'’ Lisowski 8'02'’, 22'04'’ Raszkowski 15'53'’, 21'17'’, 25'39'’ P. Silva 21'44'’, 32'21'’ Everton 31'00'’ Jankowski 34'14'’ | Marcatori | 10'24'’ Pirata 29'36'’ Gantzhorn |

| Arbitri: | David Urdánoz Stefan Vrijens Telmen Undrakh |
| Crono:   | Stjepan Harastija                           |

|                                       |           |  |
| Gudasić 6'27'’ Čekol 29'47'’, 34'16'’ | Marcatori |  |

#### Gruppo 6
| Squadra          | P.ti | G | V | N | P | GF | GS | DR  |
| ---------------- | ---- | - | - | - | - | -- | -- | --- |
| Riga FC          | 9    | 3 | 3 | 0 | 0 | 25 | 6  | +19 |
| Plzeň            | 4    | 3 | 1 | 1 | 1 | 11 | 16 | -5  |
| Gentofte         | 3    | 3 | 1 | 0 | 2 | 11 | 17 | -6  |
| Radnik Bijeljina | 1    | 3 | 0 | 1 | 2 | 12 | 20 | -8  |

| Arbitri: | Eduardo Coelho Marjan Mladenovski Filipe Duarte |
| Crono:   | Filip Nešněra                                   |

|                 |           | |
| Merling 10'53'’ | Marcatori | 11'39'’ Kuzmin 18'42'’, 31'54'’ Ricardinho 18'57'’ Serginho 20'41'’, 22'21'’ Strazdiņš 23'18'’, 38'34'’ Thalles 30'44'’ Mickēvičs |

| Arbitri: | Denys Kutsyi Filipe Duarte Marjan Mladenovski |
| Crono:   | Filip Nešněra                                 |

|                                                                              |           |                                                                 |
| Pavlović 1'01'’, 32'16'’ Pavić 22'23'’ Arnautović 26'18'’ Marinković 27'11'’ | Marcatori | 18'24'’ Rick 21'54'’, 34'32'’ Rešetár 27'33'’ Holý 27'53'’ Vnuk |

| Arbitri: | Filipe Duarte Eduardo Coelho Denys Kutsyi |
| Crono:   | Filip Nešněra                             |

|                                                         |           |                                                                                          |
| Odžaklić 5'33'’ Miljković 6'25'’ Ružičić 27'52'’ (rig.) | Marcatori | 18'41'’ Johansson 20'29'’, 25'26'’, 33'33'’ E. Rasmussen 34'29'’ Hansen 36'56'’ Andersen |

| Arbitri: | Marjan Mladenovski Denys Kutsyi Eduardo Coelho |
| Crono:   | Filip Nešněra                                  |

|                 |           | |
| Rešetár 16'58'’ | Marcatori | 5'46'’ Serginho 13'48'’ Vargas 28'19'’ Ricardinho 31'16'’, 38'40'’ Thalles 36'12'’ Kuzmin 38'14'’ Vaporaki |

| Arbitri: | Denys Kutsyi Filipe Duarte Marjan Mladenovski |
| Crono:   | Filip Nešněra                                 |

| |           |                                                                          |
| Vaporaki 3'18'’ Kuzmin 6'36'’, 26'49'’ (rig.) Thalles 9'41'’, 22'03'’, 36'39'’ Ricardinho 22'38'’ Strazdiņš 29'13'’ Kozlovskis 38'51'’ | Marcatori | 2'31'’ (rig.), 29'20'’ (rig.) Ružičić 6'25'’ Marinković 39'48'’ Pavlović |

| Arbitri: | Eduardo Coelho Marjan Mladenovski Filipe Duarte |
| Crono:   | Filip Nešněra                                   |

|                                                                              |           |                                                         |
| Holý 0'40'’, 26'47'’ Knobloch 13'48'’ El Ouaz 34'23'’ (aut.) Vitinho 39'48'’ | Marcatori | 11'35'’ El Ouaz 24'51'’ Veis 28'36'’, 32'14'’ Jørgensen |

#### Gruppo 7
| Squadra      | P.ti | G | V | N | P | GF | GS | DR  |
| ------------ | ---- | - | - | - | - | -- | -- | --- |
| Prishtina 01 | 7    | 3 | 2 | 1 | 0 | 14 | 2  | +12 |
| Žalgiris     | 5    | 3 | 1 | 2 | 0 | 11 | 4  | +7  |
| KaDy         | 4    | 3 | 1 | 1 | 1 | 8  | 9  | -1  |
| AEL Limassol | 0    | 3 | 0 | 0 | 3 | 7  | 25 | -18 |

| Arbitri: | Lars van Leeuwen Rastislav Behančín Trajan Enčev |
| Crono:   | Irmantas Kaprašovas                              |

|  |           |                                                                                                  |
|  | Marcatori | 0'47'’ Selmanaj 12'41'’, 26'09'’ Mazreku 22'07'’ (aut.) Savolainen 24'36'’ Krasniqi 30'51'’ Alaj |

| Arbitri: | David Schärli Trajan Enčev Rastislav Behančín |
| Crono:   | Irmantas Kaprašovas                           |

|                                            |           | |
| Schlemper 22'17'’, 27'01'’, 37'47'’ (rig.) | Marcatori | 6'03'’ Zagurskas 16'32'’, 36'42'’ Vitinho 18'40'’ Beleu 21'21'’ V. Carvalho 24'29'’, 30'25'’ Voskunovič 26'32'’, 32'36'’ Sendžikas 27'32'’ Kassula |

| Arbitri: | Trajan Enčev Lars van Leeuwen David Schärli |
| Crono:   | Irmantas Kaprašovas                         |

|                                         |           | |
| F. Lima 0'52'’ Schlemper 27'47'’ (rig.) | Marcatori | 4'09'’ Koskela 6'46'’ Filppu 15'02'’ Sylla 25'23'’, 38'22'’ Newton 30'02'’ Parente 38'48'’ Laitinen |

| Kaunas 26 ottobre 2023, ore 14:00 EEST | Žalgiris                                          | 0 – 0 (0-0) referto | Prishtina 01 | Stadio Darius & Girenas\| Arbitri: \| Rastislav Behančín David Schärli Lars van Leeuwen \| \| Crono: \| Irmantas Kaprašovas \| |
| Arbitri:                               | Rastislav Behančín David Schärli Lars van Leeuwen |                     |              | |
| Crono:                                 | Irmantas Kaprašovas                               |                     |              | |

| Arbitri: | Trajan Enčev Rastislav Behančín David Schärli |
| Crono:   | Irmantas Kaprašovas                           |

| |           |                                            |
| Maxharraj 0'26'’ Qerimi 0'45'’ Mazreku 3'39'’ Limani 7'41'’, 22'18'’ Selmanaj 9'44'’, 36'18'’ (rig.) Kryeziu 25'15'’ | Marcatori | 32'54'’ Skarparis 37'58'’ (rig.) Schlemper |

| Arbitri: | Lars van Leeuwen David Schärli Rastislav Behančín |
| Crono:   | Irmantas Kaprašovas                               |

|                 |           |                |
| Vitinho 22'08'’ | Marcatori | 37'13'’ Newton |

#### Gruppo 8
| Squadra       | P.ti | G | V | N | P | GF | GS | DR |
| ------------- | ---- | - | - | - | - | -- | -- | -- |
| Feldi Eboli   | 9    | 3 | 3 | 0 | 0 | 7  | 3  | +4 |
| Stalìca Minsk | 6    | 3 | 2 | 0 | 1 | 8  | 5  | +3 |
| Lučenec       | 3    | 3 | 1 | 0 | 2 | 6  | 5  | +1 |
| Doukas        | 0    | 3 | 0 | 0 | 3 | 5  | 14 | -9 |

| Arbitri: | Victor Chaix Viktor Bugenko Martin Køster |
| Crono:   | Simone Zanfino                            |

|                                                                        |           |                                   |
| Osipov 1'29'’, 13'26'’ Yakubov 2'28'’ Scherbich 10'37'’ Edimar 38'41'’ | Marcatori | 8'52'’ Neto 16'49'’ (aut.) Edimar |

| Arbitri: | Petar Radojičić Martin Køster Viktor Bugenko |
| Crono:   | Simone Zanfino                               |

|  |           |                   |
|  | Marcatori | 6'23'’ Calderolli |

| Arbitri: | Martin Køster Victor Chaix Petar Radojičić |
| Crono:   | Simone Zanfino                             |

|                |           |                                                 |
| Greško 38'08'’ | Marcatori | 5'34'’ Lavor 23'54'’ Umpirovich 39'11'’ Islamov |

| Arbitri: | Viktor Bugenko Petar Radojičić Victor Chaix |
| Crono:   | Simone Zanfino                              |

|                                                                     |           |                                         |
| Marinović 2'46'’ Baldasso 7'17'’ Calderolli 15'32'’ Selucio 18'10'’ | Marcatori | 4'32'’ Karydas 8'31'’ Neto 23'07'’ Pett |

| Arbitri: | Viktor Bugenko Martin Køster Petar Radojičić |
| Crono:   | Simone Zanfino                               |

|              |           |                                                                             |
| Neto 33'34'’ | Marcatori | 4'25'’, 18'14'’ Čeřovský 5'07'’ Marík 29'55'’ Washington Luiz 34'35'’ Lemos |

| Arbitri: | Victor Chaix Petar Radojičić Martin Køster |
| Crono:   | Simone Zanfino                             |

|                                           |           |  |
| Marinović 27'09'’ Baldasso 39'09'’ (rig.) | Marcatori |  |